# Georg Flegel

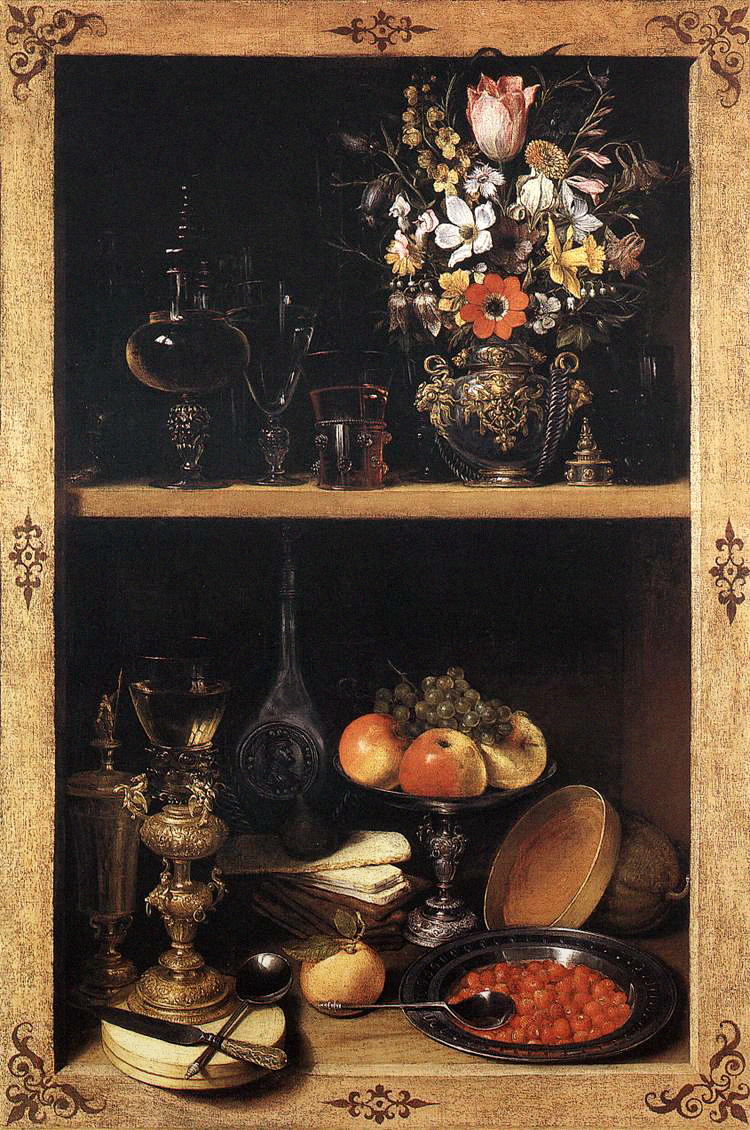
Georg Flegel, Natureza-morta com taça, Galeria Nacional da República Checa.

Georg Flegel (1566 - 1638) foi um pintor barroco alemão. 
Durante todo o seu percurso artístico, Flegel recorre frequentemente a alegorias, as quais lhe concederam o reconhecimento, na sua época. Porém, o tema mais frequente nos seus quadros são com certeza as naturezas-mortas, já que o pintor adorava compôr diversos cenários, tendo as suas obras, um certo toque teatral.
Fleger é considerado o melhor pintor de naturezas-mortas da Idade Moderna, sendo sua pintura mais conhecida Natureza-morta com papagaio.
Hoje em dia, a maioria das suas obras encontra-se exposta nos melhores museus da Europa e do Mundo, como o Museu Hermitage, o MoMA, o Museu Staedel, a Alte Pinakothek, o Museu Staatliche, entre outros.